# Proupiary
Proupiary település Franciaországban, Haute-Garonne megyében. Lakosainak száma 64 fő (2022. január 1.). Proupiary Arnaud-Guilhem, Auzas, Cazeneuve-Montaut, Sepx és Castillon-de-Saint-Martory községekkel határos.

## Népesség
A település népességének változása:
| Lakosok száma | 51   | 71   | 53   | 65   | 72   | 70   | 73   | 71   | 69   | 64   |
|               | 1968 | 1982 | 1990 | 2006 | 2013 | 2015 | 2017 | 2019 | 2020 | 2022 |